# Conseil circumpolaire inuit
Pour les articles homonymes, voir CCI.
Le Conseil circumpolaire inuit (CCI ; en anglais : Inuit Circumpolar Council ; en groenlandais : Inuit Issittormiut Siunnersuisooqatigiiffiat ; en russe : Инуитский Приполярный Совет) est une organisation non gouvernementale internationale représentant les Inuits proprement dits et les Yupiks. Depuis la première rencontre qui a eu lieu en juin 1977, une assemblée générale se tient tous les quatre ans. La CCI est une des six communautés autochtones ayant le statut de participant permanent au Conseil de l'Arctique.

## Membres
La population inuite inclut les groupes des régions suivantes :
- Russie (Péninsule tchouktche): les Yupiks de Sibérie
- États-Unis (Alaska) : les Yupiks et Inupiat
- Canada: 
  - les Inuvialuit (Territoires du Nord-Ouest)
  - Nunavut
  - Nunavik (Nord-du-Québec)
  - Nunatsiavut (Labrador)
- Groenland: les Kalaallit

Tous ces peuples sont parfois collectivement désignés par l'exonyme « Esquimaux » bien que ce terme soit considéré comme discriminatoire, par les Inuits. La CCI préfère utiliser le terme Inuit pour tous ces peuples, ce qui n'est pas apprécié par les Yupiks.

## Structure
Les buts de l'organisation sont de raffermir l'unité des Inuit, de défendre leurs droits et leurs intérêts et d'assurer le développement de la culture inuite.
Structurellement, l'organisation est constituée de bureaux distincts à chacune des quatre nations inuites, enregistré individuellement selon leurs règles nationales. Les présidents des CCI Russie, CCI Alaska, CCI Canada, et CCI Groenland, accompagné d'un membre du Conseil exécutif élu de chacune des nations, forment le Conseil exécutif de la CCI. Le Conseil exécutif est présidé par un président international.